# Roger Welch
Roger Welch, né le 10 février 1946 et mort le 29 décembre 2022, est un artiste qui vit et travaille à New York.
Il est un pionnier de l'installation, de l'art vidéo et le fondateur du mouvement post-conceptuel Narrative Art. Ses œuvres se trouvent dans différentes collections dont le musée Guggenheim, le Museum of Modern Art, le musée des beaux-arts de Boston, et le musée Reine-Sofia de Madrid. Durant plus de 35 ans il a créé des films et des vidéos-installations, des photographies, des sculptures.